# Vlag van Pennsylvania
De vlag van Pennsylvania bestaat uit het wapenschild van deze Amerikaanse staat, met links en rechts ervan een paard en erboven een adelaar. Onder het wapenschild is Amerikaans maïs en laurier afgebeeld, met daar weer onder een lint dat het statelijk motto Virtue, Liberty and Independence ("Deugdzaamheid, Vrijheid en Onafhankelijkheid") draagt. Het wapenschild zelf toont een schip, een ploeg en drie balen tarwe, die het belang van handel, arbeid en landbouw voor Pennsylvania symboliseren.
De eerste vlag van Pennsylvania werd in 1799 aangenomen en toonde het toenmalige wapen op een veld met een onbekende kleur (waarschijnlijk was de achtergrondkleur niet vastgelegd). Tijdens de Amerikaanse Burgeroorlog gebruikten eenheden uit Pennsylvania een vlag die gemodelleerd was naar de vlag van de Verenigde Staten, maar waar de sterren in het kanton vervangen werden door het wapen van Pennsylvania.
Pas op 13 juni 1907 werden de elementen op de vlag gespecificeerd, waarbij besloten werd om de blauwe achtergrondkleur dezelfde te laten zijn als het blauw in de vlag van de Verenigde Staten. In de zomer van 2007 besloot het Pennsylvanische Huis van Afgevaardigden om de tekst Commonwealth of Pennsylvania in gouden letters onder het wapen te zetten, maar de Senaat en de gouverneur moeten daar nog mee instemmen.